# George Sewell
George Sewell (Hoxton (Londen), 31 augustus 1924 – Londen, 1 april 2007) was een Brits acteur.

## Loopbaan
Sewell was een zoon uit een familie van bloemisten uit Tottenham, Londen. Hij zat in de Royal Air Force tijdens de Tweede Wereldoorlog en na de demobilisatie ging hij werken in de Britse koopvaardij. Uiteindelijk ging hij werken in de vakantiebranche.
Hij had nooit aan het vak acteren gedacht totdat hij acteur Dudley Sutton bij toeval ontmoette in een pub. Dudley beval Sewell aan in een auditie voor Fings Ain't Wot They Used To Be in het West End theater van Joan Littlewood. Hij maakte uiteindelijk zijn acteerdebuut op 35-jarige leeftijd.
De ervaring die hij opdeed tijdens het toneel waren de basis voor zijn lange film- en televisiecarrière. Sewell is bekend om zijn recente rol in The Detectives, waar hij Frank Cottam speelde. Hij staat ook bekend om zijn rol als kolonel Alec Freeman in the sciencefictionserie UFO. Hij verscheen ook in de populaire film Get Carter uit 1971 en in een 4-delige aflevering van Doctor Who in 1988.
Sewell overleed op 82-jarige leeftijd aan de gevolgen van kanker.

## Filmografie
- Sparrows Can't Sing (1963) – Bert
- This Sporting Life (1963) – Jeff
- The Informers (1963) – Hill
- The Wednesday Play (televisieserie) – Johnny May (afl. "Three Clear Sundays", 1965)
- Z-Cars (televisieserie) – Harris (afl. "The Long Spoon", 1965)
- The Wednesday Play (televisieserie) – Barney the tallyman, in the washhouse (afl. "Up the Junction", 1965)
- Gideon's Way (televisieserie) – Tim Murphy (afl. "Boy with a Gun", 1965)
- Londoners (televisieserie) – barman (afl. "The Frighteners", 1965)
- The Wednesday Play (televisieserie) – Ricketts (afl. "The Coming Out Party", 1965)
- Redcap (televisieserie) – Barratt (afl. "The Pride of the Regiment", 1966)
- The Man in Room 17 (televisieserie) – Shelton (afl. "The Fissile Missile Makers", 1966)
- Kaleidoscope (1966) – Billy
- The Power Game (televisieserie) – Frank Hagadan (5 afl., 1965–1966)
- Dixon of Dock Green (televisieserie) – Bellamy (afl. "Manhunt", 1966)
- The Wednesday Play (televisieserie) – George Barking (afl. "Little Master Mind", 1966)
- Deadlier Than the Male (1967) – moordenaar parkeerplaats (niet op aftiteling)
- Z-Cars (televisieserie) – Joe Carter (afl. "Prejudice: Part 1 & 2", 1967)
- Mr. Rose (televisieserie) – Bomber Bolt (afl. "The Bright Bomber", 1967)
- Robbery (1967) – Ben
- Man in a Suitcase (televisieserie) – Rufus Blake (afl. "The Sitting Pidgeon", 1967)
- The Wednesday Play (televisieserie) – Gurney (afl. "The Voices in the Park", 1967)
- The Informer (televisieserie) – Vaughn (afl. "Where There's Muck, There's Money", 1967)
- The Wednesday Play (televisieserie) – Eddie (afl. "The Profile of a Gentleman", 1967)
- Z-Cars (televisieserie) – Detective Inspector Brogan (6 afl., 1967)
- Softly Softly (televisieserie) – George Milton (afl. "The Bombay Doctor", 1967)
- Poor Cow (1967) – klant in pub
- The Vengeance of She (1968) – Harry
- Detective (televisieserie) – Lugg (afl. "The Case of the Late Pig", 1968)
- The Caesars (televisieserie) – Ennius (afl. "Germanicus", 1968)
- Thirty-Minute Theatre (televisieserie) – rol onbekend (afl. "Stake Money", 1969)
- Public Eye (televisieserie) – Jackerman (afl. "Welcome to Brighton", 1969)
- The Haunted House of Horror (1969) – Kellett
- ITV Playhouse (televisieserie) – DI Barnes (afl. "Suspect", 1969)
- Doppelgänger (1969) – Mark Neuman
- Randall and Hopkirk (Deceased) (televisieserie) – Eric Jansen (afl. "Vendetta for a Dead Man", 1970)
- Dixon of Dock Green (televisieserie) – Frank Hooper (afl. "As Good As a Picnic", 1971)
- Shadows of Fear (televisieserie) – Harry (afl. "Repent at Leisure", 1971)
- Get Carter (1971) – Con
- Public Eye (televisieserie) – Harry Brierly (afl. "Come Into the Garden, Rose", 1971)
- Paul Temple (televisieserie) – Sammy Carson (11 afl., 1970–1971)
- Invasion: UFO (1972) – Col. Alec Freeman
- Home and Away (televisieserie) – Winslow Scott (1972)
- The Adventurer (televisieserie) – Harry Venner (afl. "Target!", 1972)
- Man at the Top (televisieserie) – Henry (afl. "A Mug Like Me", 1972)
- The Edwardians (Mini-serie, 1972) – Gus Elen
- UFO (televisieserie) – Alec Freeman (19 afl., 1970–1973)
- UFO ...annientare S.H.A.D.O. stop. Uccidete Straker... (1974) – Col. Alec Freeman
- Diamonds on Wheels (1974) – Henry Stewart
- Disneyland (televisieserie) – Henry Stewart (afl. "Diamonds on Wheels: Part 1, 2 & 3", 1974)
- Special Branch (televisieserie) – Det. Chief Insp. Alan Craven (25 afl., 1973–1974)
- Softly Softly (televisieserie) – Vincent Pauldron (afl. "See What You've Done", 1974)
- Play for Today (televisieserie) – Father (afl. "Taking Leave", 1974)
- Rising Damp (televisieserie) – Baker (afl. "The Prowler", 1975)
- Operation Daybreak (1975) – Heinz Panwitz, Chief Investigator
- Barry Lyndon (1975) – Barry's second
- Some Mothers Do 'Ave 'Em (televisieserie) – Wheeler (afl. "Learning to Drive", 1975)
- ITV Playhouse (televisieserie) – rol onbekend (afl. "The Bass Player and the Blonde", 1977)
- The Sweeney (televisieserie) – Vic Tolman (afl. "Bait", 1978)
- Crime Story (televisiefilm, 1979) – verteller
- Don't Forget to Write! (televisieserie) – rol onbekend (1977–1979)
- Running Blind (1979) – Slade
- Winterspelt (1979) – kolonel
- Tinker, Tailor, Soldier, Spy (televisieserie) – Mendel (6 afl., 1979)
- If You Go Down in the Woods Today (1981) – Knocker
- Wet Job (televisiefilm, 1981) – Haggerty
- The Gentle Touch (televisieserie) – Dave Connally (2 afl., 1980/1981)
- Minder (televisieserie) – Frank Downing (afl. "Rembrandt Doesn't Live Here Anymore", 1982)
- The Chinese Detective (televisieserie) – Jack Longman (afl. "Wheels Between Wheels", 1982)
- Crown Court (televisieserie) – Victor Crawshaw (afl. "None of Your Business", 1983)
- Tales of the Unexpected (televisieserie) – Laughlin (afl. "A Passing Opportunity", 1983)
- Andy Robson (televisieserie) – Peter Mueller (afl. "A Two Horse Race", 1983)
- Hammer House of Mystery and Suspense (televisieserie) – Det. Inspector Grant (afl. "Mark of the Devil", 1984)
- Bleak House (Mini-serie, 1985) – Ironmaster Rouncewell
- C.A.T.S. Eyes (televisieserie) – Charlie Hammond (afl. "Love Byte", 1985)
- Bulman (televisieserie) – Harry Scroop (afl. "The Name of the Game", 1985)
- Home James! (televisieserie) – Robert Palmer (2 afl., 1987/1988)
- Doctor Who (televisieserie) – Ratcliffe (afl. "Remembrance of the Daleks: Part 1,2,3 & 4", 1988)
- Canned Carrott (televisieserie) – Supt Cottam (Segment 'The Detectives', 1990)
- Screen One (televisieserie) – Friedrich (afl. "Sticky Wickets", 1990)
- The Upper Hand (televisieserie) – George Carver (afl. "Minder", 1993)
- The Bill (televisieserie) – Ron Davies (afl. "Gate Fever", 1994)
- The Detectives (televisieserie) – Detective Superintendent Frank Cottam (19 afl., 1993–1997)
- The Fix (televisiefilm, 1997) – Chairman
- Let's Stick Together (1998) – Carter
- Harry and the Wrinklies (televisieserie) – 'Huggy' Bear (1999)
- The Bill (televisieserie) – Bill Pavey (afl. "Weekends Are for Wimps", 1999)
- Heartbeat (televisieserie) – Ray Walker (afl. "Against the Odds", 2000)
- Doctors (televisieserie) – Frank Jones (afl. "Call Me Sweetheart", 2005)
- The Bill (televisieserie) – Ex-DCS Charles Barnet (afl. "348", 2005)
- Casualty (televisieserie) – George Barron (afl. "Needle", 2006)